# Вулиця Вахи Арсанова
Вулиця Вахи Арсанова — вулиця в центрі Саксаганського району міста Кривий Ріг. 

## Назва
Названа на честь державного діяча Чеченської Республіки Ічкерія Вахи Арсанова.

## Загальна інформація
Перетинається з вулицею Ярослава Мудрого та прилучається до вулиці Героїв АТО.

## Історія
У радянські часи мала назву на честь Героя СРСР, маршала Костянтина Рокоссовського.
28 жовтня 2022 року у місті Кривий Ріг вулицю Рокоссовського перейменували на вулицю Вахи Арсанова.